# 维克德
鲁尔河畔维克德（德語：Wickede (Ruhr)），简称维克德（德語：Wickede，發音：[ˈvɪkədə]），是德国北莱茵-威斯特法伦州阿恩斯贝格行政区索斯特县的市镇，面积25.24平方千米，2023年12月31日人口为13,213人。